# انجمن شرقی فلسطین
انجمن شرقی فلسطین (به انگلیسی: The Palestine Oriental Society)، انجمنی برای «پرورش و انتشار تحقیقات دربارهٔ شرق باستان» بود، که به ابتکار آلبرت کلی در سال ۱۹۲۰ در قدس تأسیس شد. این در زمانی تأسیس شد که کنترل فلسطین اخیراً پس از پایان جنگ جهانی اول از امپراتوری عثمانی به بریتانیا منتقل شده بود و باستان‌شناسی در حال حرفه‌ای شدن و مدرن‌سازی بود.
ژورنال انجمن شرقی فلسطین از سال ۱۹۲۰ تا ۱۹۴۸ منتشر شد که روند انتشارش تنها در طی چندین سال از جنگ جهانی دوم متوقف شد.

## ریشه‌ها

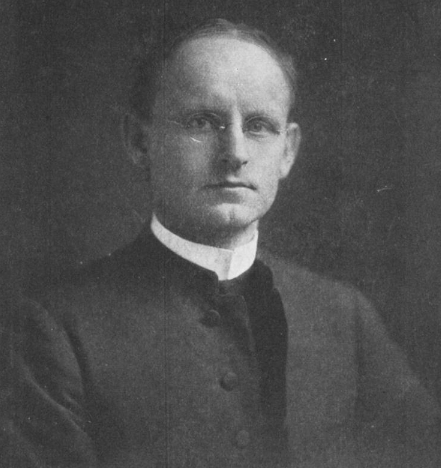
آلبرت تی کلی، بنیانگذار انجمن

این انجمن، ایده آلبرت کلی، آشورشناس دانشگاه ییل بود که به عنوان استاد مدعو مدرسه آمریکایی تحقیقات باستان‌شناسی در فلسطین، یک سال را در فلسطین سپری کرد. او آن را بر اساس انجمن شرقی آمریکا که در سال ۱۸۴۲ تأسیس شده بود، الگوبرداری کرد.
جلسه مقدماتی در ۹ ژانویه ۱۹۲۰ تشکیل شد که در آن تعدادی از شخصیت‌های برجسته دانشگاهی، سیاسی و نظامی حضور داشتند که در این جلسه اساس‌نامه به تصویب رسید. این اساس‌نامه شامل بیانیه ای بود مبنی بر اینکه هدف جامعه پرورش و انتشار تحقیقات دربارهٔ دوره باستان شرق است.
اولین جلسه عمومی انجمن در ۲۲ مارس ۱۹۲۰ در اورشلیم برگزار شد. پس از سال اول این انجمن ۱۵۰ عضو داشت.

## فعالیت‌ها
ایجاد انجمن، همزمان با تغییر حکومت در فلسطین بود که امپراتوری عثمانی پس از پایان جنگ جهانی اول کنترل سرزمین مقدس را از دست داد و این موقعیت به به انگلیسی‌ها رسید که آغازگر آنچه بنیانگذاران جامعه امیدوار بودند دوره جدیدی باشد. تحقیقات باستان‌شناسی تحت مدیریت «روشنفکرتر» از آنچه در زمان ترک‌ها انجام می‌شد، زمانی که محققان «با وجود ناتوانی‌های بسیار و خسته کننده کار می‌کردند».

همچنین همزمان با نوسازی و حرفه‌ای‌سازی روش‌های باستان‌شناسی و ایجاد مؤسسات جدید برای حمایت از جامعه باستان‌شناسی در فلسطین، مانند ادارهٔ آثار باستانی و هیئت مشورتی باستان‌شناسی که توسط دولت جدید بریتانیا ایجاد شد، بود. جان گارستانگ، رئیس اداره آثار باستانی دولت فلسطین، در نقد «اثر برتر سال» و با پذیرش سمت ریاست دوم انجمن ابراز امیدواری کرد که این انجمن برای فلسطین معادل آکادمی بریتانیا در لندن و فرهنگستان پاریس شود. او همچنین مبنایی را که بر اساس آن انتظار دارد باستان‌شناسی در فلسطین انجام شود، با این اصل مهم که «آثار و آثار باستانی فلسطین متعلق به فلسطین و فلسطینی‌ها است» آغاز کرد. وی در ادامه بیان کرد که:
روزهایی به پایان رسیده‌اند که می‌توان به افراد اجازه داد تا مکان‌های باستانی را در جستجوی آثار باستانی به تنهایی به خاطر خود ورق بزند. نتایج حفاری نه تنها با اشیاء کشف شده، بلکه بیشتر بر اساس اطلاعات مربوط به شرایط کشف که فقط با اکثر روش‌های صبورانه به دست می‌آیند قضاوت می‌شود. رابطه یک شی با محیط اطرافش برای تاریخ اهمیت بسیار بیشتری نسبت به خود شی دارد.
اقدامات بیشتر شامل این موارد بودند: محدود کردن مجوزهای حفاری به حفاری‌هایی که توسط سازمان‌های باستان‌شناسی حمایت می‌شوند، ایجاد فهرستی از مکان‌های تاریخی و قوانینی برای حفظ آنها، فهرستی از موجودی‌های فروشندگان و مجموعه‌داران آثار باستانی، ایجاد موزه، و برنامه حفاظت و تعمیرات

## مجله
ژورنال انجمن شرقی فلسطین از اکتبر ۱۹۲۰ منتشر شد و اولین جلد صحافی آن در سال ۱۹۲۱ چاپ گردید. مقالات به زبان‌های انگلیسی، فرانسوی و آلمانی بود. این ژورنال برای چندین سال در طول جنگ جهانی دوم منتشر نشد و با از سرگیری مجدد با ۲۱ جلد در سال ۱۹۴۸ متوقف شد..
- جلد ۱، ۱۹۲۱.
- جلد ۲، ۱۹۲۲.
- جلد ۳، ۱۹۲۳.
- جلد ۴، ۱۹۲۴.
- جلد ۵، ۱۹۲۵.